# Denson (Ohio)
Denson é uma comunidade sem personalidade jurídica no condado de Fulton, no estado americano de Ohio.

## História
Uma agência postal chamada Denson foi criada em 1897 e permaneceu em operação até 1909. Em 1920, Denson era uma das três comunidades listadas no Município de Chesterfield.